# NMBS/SNCB AM 86-89
Az NMBS/SNCB AM 86–89 egy kétrészes Bo'Bo'+2'2' tengelyelrendezésű belga villamosmotorvonat-sorozat. 1988 és 1991 között gyártották. Összesen 52 készült a sorozatból.

## Viszonylatok
- Halle–Vilvoorde
- Halle–Etterbeek–Mechelen
- Geraardsbergen–Halle–Etterbeek–Mechelen
- Mechelen–Leuven
- Louvain-la-Neuve–Leuven
- Antwerpen–Lier–Aarschot–Leuven
- Antwerpen–Mechelen–Brüsszel